# Liste von Denkmalen, Skulpturen und Ehrentafeln in Radeberg

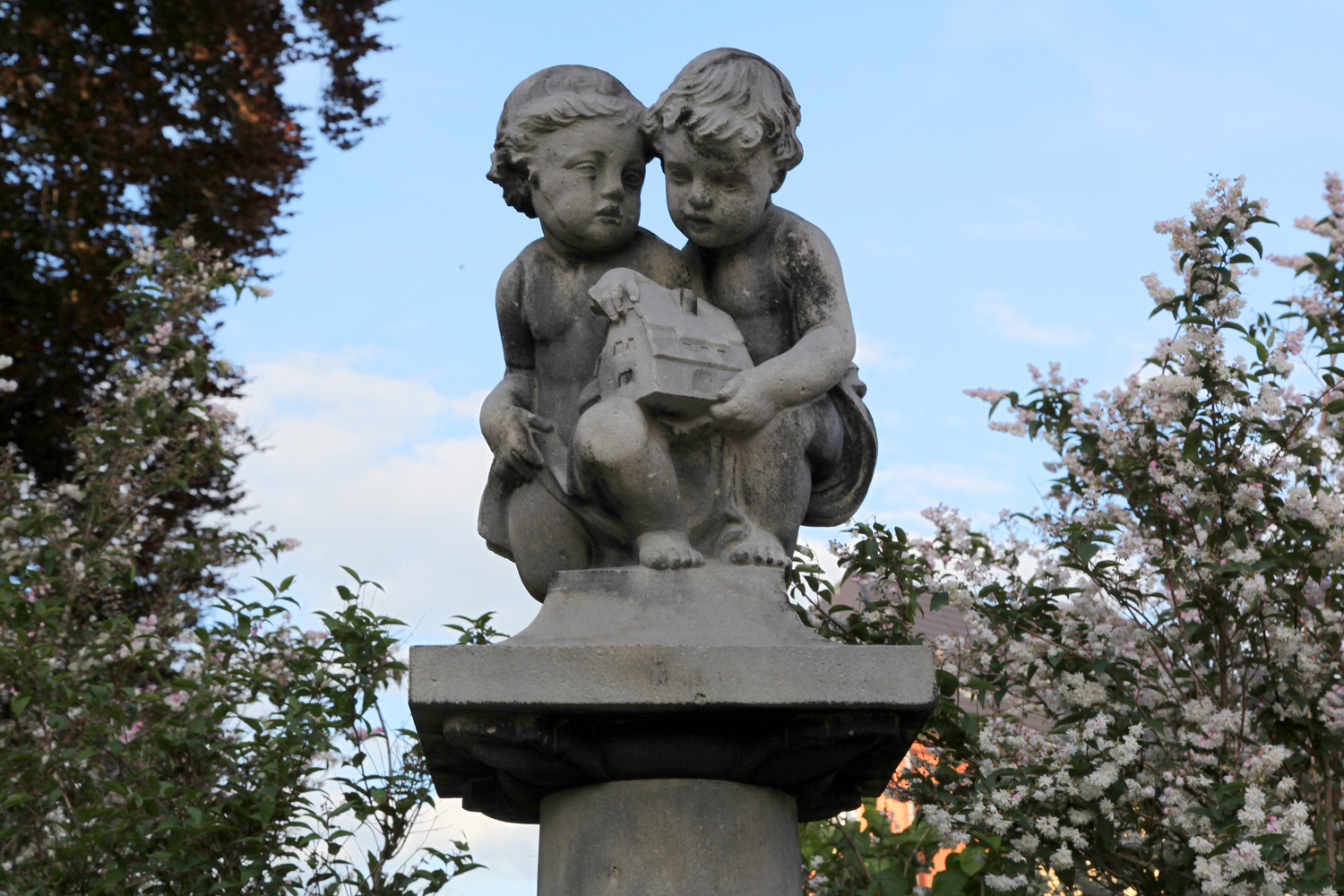
Skulptur auf der Gedenksäule für die ab 1920 erbaute Wohnsiedlung des Spar- und Bauvereins Radeberg

In der Liste von Denkmalen, Skulpturen und Ehrentafeln in Radeberg werden öffentlich zugängliche Skulpturen, Plastiken, Reliefs, Tafeln und andere Kleindenkmale sowie Öffentliche Kunstwerke in der sächsischen Stadt Radeberg und ihren Ortsteilen Großerkmannsdorf, Liegau-Augustusbad und Ullersdorf aufgeführt, unabhängig davon, ob sie unter Denkmalschutz stehen oder nicht.

## Legende
- Bild: zeigt ein Foto des Denkmals, der Skulptur etc.
- Bezeichnung: nennt den offiziellen Namen des Denkmals, der Skulptur etc.
- Jahr: nennt das Jahr der Fertigstellung.
- Beschreibung: sonstige Informationen.
- Lage: zeigt die Lage des Denkmals, der Skulptur etc. in einer Landkarte an.

## Denkmale und Skulpturen nach Ortsteilen

### Großerkmannsdorf
| Bild             | Bezeichnung      | Jahr  | Beschreibung | Lage  |
| ---------------- | ---------------- | ----- | --- | ----- |
| Wegestein        | Wegestein        |       | Wegestein am Bischofsweg Meißen-Stolpen in Großerkmannsdorf am Abzweig nach Kleinerkmannsdorf, Beschriftung Ullersdorf | Karte |
| Sühnekreuz       | Sühnekreuz       | >1634 | Nach einer Überlieferung erinnert das Kreuz an eine bewaffnete Auseinandersetzung zwischen Einwohnern Großerkmannsdorfs und Bürgern aus Radeberg im Jahr 1634, als die Großerkmannsdorfer aus Radeberg kommende Salzwagen überfallen wollten. Michael Merkel aus Großerkmannsdorf kam dabei ums Leben. | Karte |
| Mordstein        | Mordstein        | >1883 | Erinnert an den Mord an dem Schullwitzer Boten E. R. Schmidt am 5. Mai 1883. | Karte |
| Jahrhundertstein | Jahrhundertstein | 1913  | Stele mit steinerner Kugel zur Erinnerung an die Befreiungskriege, Inschrift: 1813 1913 / Mit Herz und Hand / fürs Vaterland. Als Jahrhundertstein bezeichnet. Wurde 1994 wegen Straßenbaumaßnahmen an seinen jetzigen Standort versetzt.                                                              | Karte |

### Liegau-Augustusbad
| Bild                                 | Bezeichnung                          | Jahr  | Beschreibung | Lage  |
| ------------------------------------ | ------------------------------------ | ----- | --- | ----- |
| Kurt Aschenbach                      | Gedenkstein Kurt Aschenbach          |       | Gedenkstein für Kurt Aschenbach auf dem Gelände des Augustusbads am Zugang zum ehemaligen Palais-Hotel.                                                                  | Karte |
| Skulptur                             | Skulptur                             |       | Skulptur am Talhaus im Sächsischen Epilepsiezentrum Radeberg. | Karte |
| Kriegerdenkmal                       | Kriegerdenkmal Liegau-Augustusbad    | >1918 | Denkmal für die Opfer des Ersten und des Zweiten Weltkriegs an der Hauptstraße unterhalb der Grundschule, 2013 umfassend saniert.                                        | Karte |
| Der sinkende Petrus                  | Der sinkende Petrus                  | 1971  | Schmiedeeisernes Wandbild von Werner Juza am Wiesenhaus im Sächsischen Epilepsiezentrum Radeberg.                                                                        | Karte |
| Mahnmal für die Opfer der Euthanasie | Mahnmal für die Opfer der Euthanasie | 1995  | Skulptur von Una Klose zum Gedenken an über 100 behinderte Menschen aus dem Sächsischen Epilepsiezentrum Radeberg, die zur Zeit des Nationalsozialismus ermordet wurden. | Karte |

### Radeberg
| Bild | Bezeichnung                                                                      | Jahr    | Beschreibung | Lage  |
| --- | -------------------------------------------------------------------------------- | ------- | --- | ----- |
| Skulptur | Skulptur                                                                         |         | Skulptur vor der Grundschule Süd. | Karte |
| Skulptur | Skulptur                                                                         |         | Skulptur in einer kleinen Parkanlage neben der ehemaligen Poliklinik, unweit der Asklepios-ASB Klinik Radeberg. | Karte |
| Skulptur | Skulptur                                                                         |         | Skulptur in einer kleinen Parkanlage neben der ehemaligen Poliklinik, unweit der Asklepios-ASB Klinik Radeberg. | Karte |
| Skulptur | Skulptur                                                                         |         | Pferdeskulptur am Wohnheim des Beruflichen Schulzentrums (BSZ) Radeberg. | Karte |
| Christoph Seydel                                                                                             | Epitaph Christoph Seydel                                                         | >1747   | Epitaph an der Außenwand der Stadtkirche Radeberg zur Erinnerung an Christoph Seydel (1670–1747), Radeberger Bürgermeister und Gründer des Augustusbads. | Karte |
| Ehrenmal Major F. G. Probsthain                                                                              | Ehrenmal Major F. G. Probsthain                                                  | 1839    | Ehrenmal (Grabmal mit Gruft) für den Major Friedrich Gottlieb Probsthain (1778–1839), Kommandant der Königl. Sächs. Brigade der Reitenden Artillerie Radeberg, Ritter der Königlich-Französischen Ehrenlegion. Eingeweiht zu seiner Beisetzung am 9. November 1839 auf dem Alten Kirchhof Radeberg (vor der Superintendentur). | Karte |
| Tote Frau | Gedenktafel Tote Frau                                                            | >1756   | Ursprünglich am Felsen angebrachter Gedenkstein für die 1756 im Hüttertal ums Leben gekommene Botenfrau Christiane Müller aus Pulsnitz, 2007 durch eine neue Tafel ersetzt. | Karte |
| Arnhold-Gedenkstein                                                                                          | Arnhold-Gedenkstein                                                              | 1790    | Denkmal für den Mühlenbesitzer Johann Gottfried Arnhold (1721–1806) im Hüttertal. | Karte |
| Gedenkstein Friedrich Schiller                                                                               | Gedenkstein Friedrich Schiller                                                   | >1805   | Gedenkstein für den Dichter Friedrich Schiller (1759–1805), nach dem unter anderem auch die vorbeiführende Straße und eine nahe Gaststätte benannt wurde. | Karte |
| Epitaph Knobloch                                                                                             | Epitaph Knobloch                                                                 | >1848   | Epitaph an der Außenwand der Stadtkirche für Carl Christoph Knobloch (1774–1848), 2. Generation der Radeberger Kaufmanns- und Handelsherren-Dynastie Knobloch, und seine Frau Maria Dorothea (1784–1848). Die Inschrift mit dem Sterbejahr (1818) ist nicht korrekt, richtig muss es 1848 heißen. | Karte |
| Gedenktafel Wilhelm von Kügelgen                                                                             | Gedenktafel Wilhelm von Kügelgen                                                 | >1867   | Gedenktafel für den Maler und Schriftsteller Wilhelm von Kügelgen (1802–1867), der als Kind einige Zeit in Lotzdorf wohnte und dieses in seinem Werk Jugenderinnerungen eines alten Mannes aufarbeitete. | Karte |
| Gedenktafel Langbein                                                                                         | Gedenktafel August Friedrich Ernst Langbein                                      | 1868    | Gedenktafel für den Dichter August Friedrich Ernst Langbein (1757–1835) am Schloss Klippenstein, seinem Geburtshaus. Ursprünglich über dem Eingangstor. Aufgrund eines am 20. November 1867 gefassten Beschlusses einer Gruppe Radeberger Bürger, die das Vorhaben auch finanzierte, wurde die von der Glasformenfabrik und Eisengiesserei A. Geißler KG Radeberg angefertigte gusseiserne Tafel am 6. September 1868, dem 111. Geburtstag Langbeins, über dem westlichen Haupt-Portal des Schlosses angebracht und enthüllt. | Karte |
| Tafel König Johann                                                                                           | Gedenktafel König Johann                                                         | 1872    | Anlässlich des 50. Hochzeitstages von König Johann von Sachsen und Amalie Auguste von Bayern gestiftete Ehrentafel am sogenannten Knobloch’schen Haus. | Karte |
| Epitaph Oertel                                                                                               | Epitaph Oertel                                                                   | >1878   | Epitaph an der Außenmauer der Stadtkirche für den Stadtrichter und Ritter des Albrechts-Ordens Hermann Conrad Oertel (1793–1878), seine Frau Caroline Louise (1799–1868) und zwei seiner Söhne (Hermann Alexis, 1825–1845 und Hermann Ludwig, 1836–1868). | Karte |
| Kriegerdenkmal Radeberg                                                                                      | Kriegerdenkmal Radeberg (1879)                                                   | 1879    | Denkmal für die Deutsche Reichsgründung 1871 sowie die Opfer des Deutschen Kriegs von 1866 und die Gefallenen des Deutsch-Französischen Kriegs 1870/71. | Karte |
| Epitaph Knobloch                                                                                             | Epitaph Knobloch                                                                 | >1880   | Epitaph für Carl Alexander Knobloch (1807–1878), 3. Generation der Radeberger Kaufmanns- und Handelsherren-Dynastie Knobloch, und seine Frau Emma Therese (1825–1880) an der Außenwand der Stadtkirche. | Karte |
| Kriegerdenkmal Lotzdorf                                                                                      | Kriegerdenkmal Lotzdorf                                                          | >1918   | Mahnmal zur Erinnerung an die Lotzdorfer Opfer des Ersten Weltkriegs. | Karte |
| Gedenktafel Realschule / Gymnasium Radeberg                                                                  | Gedenktafel Realschule mit Progymnasium Radeberg                                 | >1918   | Denkmal für die im Ersten Weltkrieg gefallenen Lehrer und Schüler der „Realschule mit Progymnasium Radeberg“ (heute Humboldt-Gymnasium Radeberg). | Karte |
| Kriegerdenkmal Turnerverein                                                                                  | Kriegerdenkmal Turnerverein                                                      | >1918   | Denkmal für die Opfer des Ersten Weltkriegs des Turnervereins Radeberg an der Turnhalle Pulsnitzer Straße. | Karte |
| Kriegerdenkmal Turnerbund Lotzdorf                                                                           | Kriegerdenkmal Turnerbund Lotzdorf                                               | >1918   | Denkmal für die Opfer des Ersten Weltkriegs des Turnerbundes Lotzdorf neben der Turnhalle Lotzdorf/Schule; mit Turnerkreuz, Stahlhelm und Eichenlaub. | Karte |
| Gedenktafel Amtsgericht Radeberg 1. Weltkrieg                                                                | Gedenktafel Amtsgericht Radeberg 1. Weltkrieg                                    | >1918   | Gedenktafel für die im Ersten Weltkrieg gefallenen Beamten des Amtsgerichts Radeberg; in den Fels eingelassene Bronzetafel, ca. 80 × 60 cm, an der Treppe zur Vorburg im Schloss Klippenstein. | Karte |
| Gedenktafel KPD-Ortsgruppe Radeberg                                                                          | Gedenktafel KPD-Ortsgruppe Radeberg                                              | 1919    | Bronze-Gedenktafel zur Gründung der Ortsgruppe Radeberg der KPD 1919 am ehem. Gasthof „Sachsenhof“ Markt 11. | Karte |
| Gedenktafel Stadion Radeberg                                                                                 | Gedenktafel Einweihung Stadion Radeberg                                          | 1928    | Gusseiserne Gedenktafel zur Einweihung des Vorwärts-Stadions Radeberg 1928, Schillerstraße | Karte |
| Skulptursäule                                                                                                | Skulptursäule                                                                    | >1920   | Steinsäule mit Inschrift und Figurenaufsatz, zur Erinnerung an den Bau der ersten 35 Eigenheime der Siedlung des Spar- und Bauvereins Radeberg im Jahr 1920. | Karte |
| Gedenktafel für die im 1. Weltkrieg gefallenen Mitarbeiter der Glashütte M. & E. Hirsch Radeberg             | Gedenktafel 1. WK für die Gefallenen der Fa. M. & E. Hirsch Radeberg             | 1922    | Gedenktafel für die im Ersten Weltkrieg gefallenen Mitarbeiter der Glashütte M. & E. Hirsch Radeberg / Oststraße, eingeweiht 1922. | Karte |
| Martin-Luther-Skulptur Radeberg Gemeindehaus                                                                 | Martin-Luther-Skulptur                                                           | 1926    | Martin-Luther-Skulptur am Kirchgemeindehaus Radeberg, Pulsnitzer Straße 8 (NO-Gebäude-Ecke). | Karte |
| Kriegerdenkmal Radeberg                                                                                      | Kriegerdenkmal Radeberg (1927)                                                   | 1927    | Denkmal des Dresdner Bildhauers Paul Berger zur Erinnerung an die Opfer des Ersten Weltkriegs. Dieses Ehrenmal einschl. der Gesamtanlage wurde bis 2017 restauriert und instand gesetzt und ist am 19. November 2017 der Öffentlichkeit übergeben worden. | Karte |
| Gedenktafel Johannes Gelbke                                                                                  | Gedenktafel Johannes Gelbke                                                      | 1930    | Gedenktafel am Geburtshaus des Komponisten und Musikers Johannes Gelbke (1846–1903), nach dem auch der nahegelegene Gelbkehain benannt wurde. | Karte |
| Gedenktafel Ernst Braune                                                                                     | Relief Gedenktafel Ernst Braune                                                  | um 1930 | Gedenktafel für Ernst Braune in der von ihm mitbegründeten genossenschaftlichen Wohn-Siedlung Radeberg, am Gebäude Gartenstraße 39–41. | Karte |
| Beethovenweg 4                                                                                               | Relief                                                                           | 1935    | Relief über dem Wohnhaus-Eingang Beethovenweg 4, Radeberg, Sozialer Wohnungsbau um 1935. Abm. ca. 1,20 × 0,80 m. | Karte |
| Beethovenweg 5                                                                                               | Relief                                                                           | 1935    | Relief über dem Wohnhaus-Eingang Beethovenweg 5, Radeberg, Sozialer Wohnungsbau um 1935. Abm. ca. 1,20 × 0,80 m. | Karte |
| Beethovenweg 10                                                                                              | Relief                                                                           | 1935    | Relief über dem Wohnhaus-Eingang Beethovenweg 10, Radeberg, Sozialer Wohnungsbau um 1935. Abm. ca. 1,20 × 0,80 m. | Karte |
| Beethovenweg 11                                                                                              | Relief                                                                           | 1935    | Relief über dem Wohnhaus-Eingang Beethovenweg 11, Radeberg, Sozialer Wohnungsbau um 1935. Abm. ca. 1,20 × 0,80 m. | Karte |
| Mahnmal | Mahnmal                                                                          | >1945   | Mahnmal für die Opfer von Krieg, Vertreibung und Terror, gegenüber dem Kaiserhof gelegen. | Karte |
| OdF-Gedenkstätte                                                                                             | OdF-Gedenkstätte                                                                 | >1945   | Ehrenhain mit Gedenkstein und drei kleineren Grabsteinen für die Opfer des Arbeitserziehungslagers Radeberg. | Karte |
| Gedenkstein AEL-Sachsenwerk Radeberg                                                                         | Gedenkstein AEL-Sachsenwerk Radeberg                                             | >1945   | Gedenkstein mit Tafel: „Zum Gedenken an die im Konzentrationslager Radeberg ermordeten 422 Antifaschisten“ im Gelände des ehemaligen Sachsenwerkes Radeberg. | Karte |
| Gedenkstein Johannes Gelbke                                                                                  | Gedenkstein Johannes Gelbke                                                      | 1946    | Gedenkstein für den Komponisten Johannes Gelbke (1846–1903), 1946 anlässlich seines 100. Geburtstages im Radeberger Gelbkehain eingeweiht. | Karte |
| Friedhof Radeberg Grab-Anlage für 59 Sowjet-Bürger                                                           | Friedhof Radeberg, Ehren-Grab-Anlage für 59 Sowjet-Bürger                        | >1950   | Ehrengrab-Anlage für 59 zum Ende des 2. Weltkrieges gefallene Sowjet-Soldaten und Kriegsgefangene, darunter 15 Unbekannte, auf dem Friedhof Radeberg. | Karte |
| Gedenk-Anlage für FIR-Angehörige aus Radeberg                                                                | Gedenk-Anlage für Angehörige der FIR aus Radeberg                                | >1951   | Gedenk-Anlage auf dem Friedhof Radeberg für Angehörige der FIR (Fédération Internationale des Résistants / Internationale Föderation der Widerstandskämpfer) aus Radeberg. | Karte |
| Gedenk-Anlage für Deutsche Soldaten, die 1945 um und in Radeberg gefallen sind                               | Gedenk-Anlage für Deutsche Soldaten, die 1945 um und in Radeberg gefallen sind   | >1960   | Gedenk-Anlage auf dem Friedhof Radeberg für 21 Deutsche Soldaten, die in den letzten Wochen des Zweiten Weltkrieges um und in Radeberg gefallen sind. | Karte |
| Gedenkstein für etwa 900 anonym Bestattete auf dem Friedhof Radeberg                                         | Gedenkstein für etwa 900 anonym Bestattete (bis 2009) auf dem Friedhof Radeberg. | >2010   | Gedenkstein für etwa 900 anonym Bestattete (bis 2009) auf dem Friedhof Radeberg. | Karte |
| Ernst-Thälmann-Stein                                                                                         | Ernst-Thälmann-Stein                                                             | 1959    | Gedenkstein zu Ehren Ernst Thälmanns (1886–1944), errichtet anlässlich der Festtage „75 Jahre Schule Lotzdorf“, restauriert im Jahr 2013. Ursprünglich mit einem Relief versehen, welches Vandalismus zum Opfer fiel. | Karte |
| Gedenkstein Ernst Braune                                                                                     | Ernst-Braune-Gedenkstein                                                         | >1962   | Gedenkstein in der Ernst-Braune-Siedlung für den Mitbegründer der Gemeinnützigen Baugenossenschaft Radeberg und Namensgeber der Ortslage Ernst Braune (1853–1942). | Karte |
| Gedenkstein AEL                                                                                              | Gedenkstein für die Opfer des AEL Radeberg                                       | 1965    | 1965 durch Herbert Gute, ehemaligen Lagerhäftling und späteren Oberbürgermeister von Dresden, eingeweiht. | Karte |
| Der Glasbläser                                                                                               | Der Glasbläser                                                                   | 1990    | Bronzeskulptur des Dresdner Künstlers Matthias Jackisch an einem quaderförmigen Brunnenbecken auf dem Radeberger Markt. | Karte |
| Gedenktafel für die am 29. April 1945 von der SS ermordeten Bürger Charlotte Freche und Joseph Paulin Michel | Gedenktafel Freche - Michel                                                      | 1998    | Gedenktafel für die am 29. April 1945 von der SS ermordete Radeberger Einwohnerin Charlotte Geiz, geb. Freche, und den belgischen Zwangsarbeiter Joseph Paulin Michel. | Karte |
| Sunny-Boy | Sunny-Boy                                                                        | 1999    | Plastik von Małgorzata Chodakowska am Humboldt-Gymnasium Radeberg. | Karte |
| Gedenkstein für den 1943 in Auschwitz ermordeten jüdischen Bürger Julius Kahn                                | Gedenkstein Julius Kahn                                                          | um 2000 | Gedenkstein für den 1943 in Auschwitz ermordeten jüdischen Bürger Julius Kahn aus Radeberg | Karte |
| Gedenktafel Helmut Müller                                                                                    | Gedenktafel Helmut Müller                                                        | >2002   | Gedenktafel zur Erinnerung an den Wegewart Helmut Müller (1925–2002). | Karte |
| Kulturhaus                                                                                                   | Kulturhaus „Maxim Gorki“                                                         | 2009    | Stele zur Erinnerung an das Kulturhaus Maxim Gorki, das erste Kulturhaus der DDR. Nach dessen Abriss 2009 im Zuge der Renaturierung errichtet. | Karte |
| Tornadomann                                                                                                  | Tornadomann                                                                      | 2011    | Nach dem Tornado am Pfingstmontag 2010 durch den Radeberger Holzkünstler Dirk Hantschmann errichtet. | Karte |
| Tornadositzgruppe                                                                                            | Tornadodenkmal                                                                   | 2011    | Sitzgruppe und Gedenk-Stamm aus Bruchholz, zur Erinnerung an den Tornado am Pfingstmontag 2010 durch den Radeberger Holzkünstler Dirk Hantschmann errichtet. | Karte |
| Max Hinsche                                                                                                  | Gedenktafel Max Hinsche                                                          | 2014    | Gedenktafel und künstlerisch gestaltete Holzsitzgruppe zur Erinnerung an den 1896 in Radeberg geborenen Naturforscher, Tierpräparator und Autor Max Hinsche. | Karte |

#### Temporäre Skulpturen
| Bild          | Bezeichnung   | Jahr      | Beschreibung | Lage  |
| ------------- | ------------- | --------- | --- | ----- |
| Eisskulpturen | Eisskulpturen | seit 2011 | Seit 2011 werden am Valentinstag auf dem Radeberger Markt Eisskulpturen errichtet. Diese werden durch Karen Hobelsberger und Dirk Hantschmann vor Ort gefertigt. | Karte |

#### Entfernte Denkmale
| Bild                                                                 | Bezeichnung                                                                 | Jahr  | Beschreibung | Lage  |
| -------------------------------------------------------------------- | --------------------------------------------------------------------------- | ----- | --- | ----- |
| König-Albert-Denkmal                                                 | König-Albert-Denkmal                                                        | 1900  | Zu Ehren König Alberts von Sachsen im Jahr 1900 errichtete Bronzestatue auf dem Markt, 1940 als Metallspende eingeschmolzen. | Karte |
| Bismarck-Denkmal                                                     | Bismarck-Denkmal                                                            | 1911  | Denkmal für Otto von Bismarck, an der Ecke Bahnhofstraße / Dresdener Straße im Jahr 1911 (andere Quellen nennen 1903) eingeweiht, 1945/46 aus politischen Gründen wieder entfernt. Das etwa fünf Meter hohe Denkmal aus Kalkstein war mit einem Porträt Bismarcks und einem Reichsadler aus Bronze versehen, beides wurde durch den Dresdner Bildhauer Reinhard Schnauder gefertigt. | Karte |
| Gedenktafel Übergabe Radeberg an Rote Armee 8. Mai 1945              | Gedenktafel Übergabe Radeberg an die Rote Armee am 8. Mai 1945              | 1985  | Gedenktafel an die kampflose Übergabe der Stadt Radeberg am 8. Mai 1945 an die aus nordöstlicher Richtung (Stadtrandsiedlung) vorrückende Rote Armee durch die Radeberger Kommunisten Hans Wächtler und Georg Wehner; Einweihung des Gedenksteines mit der Bronze-Tafel am 40. Jahrestag der Befreiung 8. Mai 1985 am Standort Ernst-Thälmann-Straße 64 (heute Badstraße) / Einmündung Karlstraße, siehe Karte; Umsetzung Stein mit Tafel Mitte der 1990er Jahre in den Hof von Schloss Klippenstein; die Bronzeplatte wurde im Dezember 2009 gestohlen, heute Abbildung der ehemaligen Bronzeplatte mit Erläuterungstafel am gleichen Standort im Schlosshof. | Karte |
| Original der Gedenktafel Übergabe Radeberg an Rote Armee 8. Mai 1945 | Original der Gedenktafel Übergabe Radeberg an die Rote Armee am 8. Mai 1945 | 1985  | Original der Gedenktafel an die kampflose Übergabe der Stadt Radeberg am 8. Mai 1945, aufgenommen Juni 2009; im Dezember 2009 gestohlen. | Karte |
| Gedenktafel Karl Liebknecht 1883 und August Bebel 1884 in Radeberg   | Gedenktafel Karl Liebknecht 1883 und August Bebel 1884 in Radeberg          | >1947 | Gedenktafel anlässlich der Reden von Wilhelm Liebknecht 1883 und August Bebel 1884 im ehemaligen „Deutschen Haus“ Radeberg, Bahnhofstraße 17, dem Versammlungslokal der Radeberger Arbeiterschaft. Die Tafel ist nach 2002 entfernt worden, Verbleib ist unbekannt. | Karte |
| Familienwappen Lahmann am Gut Friedrichstal Radeberg                 | Familienwappen Lahmann am Gut Friedrichstal Radeberg.                       | >1894 | Wappen der Familie Lahmann am ehem. Herrenhaus des Gutes Friedrichstal (Radeberg), das 1894 von Heinrich Lahmann erworben wurde und zur Versorgung seines Sanatoriums mit landwirtschaftlichen Erzeugnissen genutzt worden ist. Der Abriss der Herrenhaus-Ruine erfolgte ab 2012, der Verbleib des steinernen Wappen-Reliefs ist unbekannt. | Karte |

### Ullersdorf
| Bild        | Bezeichnung | Jahr | Beschreibung | Lage  |
| ----------- | ----------- | ---- | --- | ----- |
| Försterhain | Försterhain | 1922 | Ehrenhain mit Gedenksteinen und -tafeln für sechs Ullersdorfer Forstbeamte aus dem 18. und 19. Jahrhundert, 1922 vom Friedhof vom Friedhof Großerkmannsdorf hierher versetzt. Die Anlage wurde 1992 umfassend saniert. | Karte |